# Proposition 19
Proposition 19, också känt som Regulate, Control & Tax Cannabis Act, var ett uppmärksammat medborgarinitiativ i Kalifornien gällande legalisering av olika marijuana-relaterade verksamheter. Initiativet ledde i november 2010 till en folkomröstning i delstaten där förespråkarna för lagförslaget förlorade med röstsiffrorna 46,2 procent mot 53,8 procent.

## Argument

### För lagförslaget
Under kampanjen var det främst tre argument som användes till stöd för Proposition 19. Det första var att legalisering antogs vara viktigt för att drogkriget i Mexiko skulle bantas, genom att drogkartellernas vinster skulle bli mindre om drogen var legal. Ekonomiska uppgifter som cirkulerade var (bland annat) att 7,7 miljarder skulle sparas eftersom rättsväsendet inte skulle behöva anlitas för all marijuana-relaterad verksamhet, och att delstaten skulle få in 6,2 miljarder per år i ökade skatter (om marijuana beskattades som alkohol och tobak). Slutligen såg flera medborgarrättsgrupper det som positivt att lagen skulle innebära att färre afroamerikaner och latinos arresterades, grupper som idag är kraftigt överrepresenterade i brottsstatistiken, mycket tack vare att marijuana är olagligt.